# Edmund van der Straeten
Edmund (Edmond) van der Straeten (Düsseldorf, 29 d'abril de 1855 - 17 de setembre de 1934) fou un violoncel·lista i compositor alemany del Romanticisme.
Estudià en el Conservatori de Colònia i en la Guildhall School of Music de Londres, i després va rebre lliçons particulars de Humperdinck. El 1878 ingressà com a violoncel en la Musikgesellschaft, de Colònia, i després es presentà com a solista a Londres, emprenent més tard una sèrie de viatges per Anglaterra.
Entre les seves composicions figuren: Suite, per a piano i instruments d'arc; una cantata, melodies vocals i l'òpera còmica The Lily of kashmir. A més se li deu; Technic of Violoncello Playing; The Romance of the Fiddle; History of the violoncello; The Viola; The Revisal of Violas, i Musical Forms.